# Made Series
Made Series album phòng thu tiếng Nhật thứ năm (trên tống số bảy album) của nhóm nhạc nam Hàn Quốc Big Bang. Album được phát hành ngày 3 tháng 2 năm 2016 gồm 11 bài hát: 3 bài hát phiên bản tiếng Nhật và 8 bài hát tiếng Hàn nằm trong album Made.

## Diễn biến thương mại và xếp hạng
Album bán ra 80.262 bản và có được vị trí thứ nhất trên bảng xếp hạng hàng ngày Oricon trong ngày đầu tiên ra mắt, và kết thúc tuần đầu tiên với 128.000 bản được tiêu thụ, phá kỉ lục doanh số album tuần đầu của họ với album tuyển tập The Best of Big Bang 2006-2014 vào năm 2014.

## Danh sách bài hát
| Đĩa 1            | Đĩa 1                                    | Đĩa 1                        | Đĩa 1                              | Đĩa 1      |
| STT              | Nhan đề                                  | Phổ lời                      | Phổ nhạc                           | Thời lượng |
| ---------------- | ---------------------------------------- | ---------------------------- | ---------------------------------- | ---------- |
| 1.               | "Loser" (bản tiếng Nhật)                 | Sunny Boy                    | Teddy, Taeyang                     | 3:39       |
| 2.               | "Bang Bang Bang" (bản tiếng Nhật)        | Verbal                       | Teddy, G-Dragon                    | 3:40       |
| 3.               | "If You" (bản tiếng Nhật)                | Fujibayashi Shoko            | G-Dragon, P.K, Dee.P               | 4:24       |
| 4.               | "Loser" (bản tiếng Hàn)                  | Teddy, G-Dragon, T.O.P       | Teddy, Taeyang                     | 3:39       |
| 5.               | "Bae Bae" (bản tiếng Hàn)                | G-Dragon, Teddy, T.O.P       | Teddy, G-Dragon, T.O.P             | 2:49       |
| 6.               | "Bang Bang Bang" (bản tiếng Hàn)         | Teddy, G-Dragon, T.O.P       | Teddy, G-Dragon                    | 3:40       |
| 7.               | "We Like 2 Party" (bản tiếng Hàn)        | Teddy, Kush, G-Dragon, T.O.P | Teddy, Kush, Seo Won-jin, G-Dragon | 3:16       |
| 8.               | "If You" (bản tiếng Hàn)                 | G-Dragon                     | G-Dragon, P.K, Dee.P               | 4:24       |
| 9.               | "Sober" (bản tiếng Hàn)                  | Teddy, G-Dragon, T.O.P       | Teddy, Choice37, G-Dragon          | 3:57       |
| 10.              | "Zutter (GD & T.O.P)" (bản tiếng Hàn)    | G-Dragon, Teddy, T.O.P       | Teddy, G-Dragon, T.O.P             | 3:14       |
| 11.              | "Let's Not Fall in Love" (bản tiếng Hàn) | Teddy, G-Dragon              | Teddy, G-Dragon                    | 3:32       |
| Tổng thời lượng: | Tổng thời lượng:                         | Tổng thời lượng:             | Tổng thời lượng:                   | 40:16      |

| Đĩa 2 | Đĩa 2                                                  | Đĩa 2      |
| STT   | Nhan đề                                                | Thời lượng |
| ----- | ------------------------------------------------------ | ---------- |
| 1.    | "Loser" (Video âm nhạc bản tiếng Nhật)                 |            |
| 2.    | "Bang Bang Bang" (Video âm nhạc bản tiếng Nhật)        |            |
| 3.    | "Loser" (Video âm nhạc bản tiếng Hàn)                  |            |
| 4.    | "Bae Bae" (Video âm nhạc bản tiếng Hàn)                |            |
| 5.    | "Bang Bang Bang" (Video âm nhạc bản tiếng Hàn)         |            |
| 6.    | "We Like 2 Party" (Video âm nhạc bản tiếng Hàn)        |            |
| 7.    | "Sober" (Video âm nhạc bản tiếng Hàn)                  |            |
| 8.    | "Zutter" (Video âm nhạc bản tiếng Hàn)                 |            |
| 9.    | "Let's Not Fall in Love" (Video âm nhạc bản tiếng Hàn) |            |
| 10.   | "Bang Bang Bang" (Biểu diễn trực tiếp)                 |            |
| 11.   | "Tonight" (Biểu diễn trực tiếp)                        |            |
| 12.   | "Hands Up" (Biểu diễn trực tiếp)                       |            |
| 13.   | "Loser" (Biểu diễn trực tiếp)                          |            |
| 14.   | "Bad Boy" (Biểu diễn trực tiếp)                        |            |
| 15.   | "We Like 2 Party" (Biểu diễn trực tiếp)                |            |
| 16.   | "Bae Bae" (Biểu diễn trực tiếp)                        |            |
| 17.   | "Fantastic Baby" (Biểu diễn trực tiếp)                 |            |
| 18.   | "Koe o Kikasete" (Biểu diễn trực tiếp)                 |            |
| 19.   | "My Heaven" (Biểu diễn trực tiếp)                      |            |
| 20.   | "Feeling" (Biểu diễn trực tiếp)                        |            |
| 21.   | "Sober" (Biểu diễn trực tiếp)                          |            |

## Xếp hạng
| Chart (2016)                                    | Peak position |
| ----------------------------------------------- | ------------- |
| Nhật Bản – Bảng xếp hạng album hàng ngày Oricon | 1             |
| Nhật Bản – Bảng xếp hạng album hàng tuần Oricon | 1             |

### Doanh thu
| Bảng xếp hạng | Doanh số |
| ------------- | -------- |
| Oricon        | 192.665  |

## Lịch sử phát hành
| Quốc gia | Ngày               | Hãng đĩa        | Định dạng                               |
| -------- | ------------------ | --------------- | --------------------------------------- |
| Nhật Bản | 3 tháng 2 năm 2016 | YGEX, Avex Trax | CD, CD+DVD, CD+blu-ray, tải kĩ thuật số |